# Escut d'Oriola
L'escut d'Oriola és un símbol representatiu d'Oriola, municipi del País Valencià, a la comarca del Baix Segura. Té el següent blasonament:
| « | Escut quadrilong de punta redona, partit. Al primer quarter, en camper d'or, quatre pals de gules. Al segon quarter, de sinople, un oriol d'or perxat sobre una branca i sostenint una espasa amb la pota de la destra. Per timbre, una corona reial oberta. | » |

Aquesta descripció correspon a l'escut de la ciutat en temps d'Alfons XII. Els quatre pals de la primera partició al·ludeixen a la seva pertinença al Regne de València com a vila reial i cap de governació, i a la segona l'oriol és un senyal parlant.
Actualment l'escut utilitzat per l'Ajuntament incorpora altres elements: uns llambrequins d'atzur, gules i sinople que l'envolten per dalt i pels costats, el timbre és una corona reial tancada i la forma de l'escut és quadrilong amb el centre inferior en punta. També n'utilitza una altra versió simplificada amb els llambrequins d'or, una corona sense el folrat de gules i una cinta per sota amb la inscripció Orihuela. I en actes festius de rememoració històrica, com el mercat medieval, utilitza l'escut més antic, amb els quatre pals i l'oriol separats en escuts diferents.

## Galeria d'escuts

- Escut medieval d'Oriola (1304-1874), amb diverses modificacions en els ornaments exteriors
- Escut utilitzat des d'Alfons XII, que és també l'escut heràldic (1874-1931) i (1939-1982)
- Escut utilitzat durant la segona república (1931-1938)
- Escut utilitzat en actes solemnes, històrics i, de vegades, festius
- Escut utilitzat per l'Ajuntament des de 1982
- Proposta de nou escut aprovat pel Ple de l'Ajuntament el 28 de desembre de 2017.